# پارامتر کاهش سرعت
پارامتر کاهش سرعت {\displaystyle q} (به انگلیسی: Deceleration parameter) در کیهان‌شناسی، کمیتی بدون بعد برای اندازه‌گیری شتاب کیهانی انبساط فضا در یک جهان فریدمان-لومتر-رابرتسون-واکر است و به صورت زیر تعریف می شود:
{\displaystyle q\ {\stackrel {\mathrm {def} }{=}}\ -{\frac {{\ddot {a}}a}{{\dot {a}}^{2}}}}
که در آن {\displaystyle a} فاکتور مقیاس جهان است و نقطه‌ها مشتق نسبت به زمان ویژه هستند.
انبساط جهان در صورتی شتاب‌دار است که {\displaystyle {\ddot {a}}>0} (اندازه‌گیری‌های جدید نشان می‌دهد که شتاب‌دار است) و در این صورت پارامتر کاهش سرعت منفی خواهد بود.